# Aloencyrtus diaphorocerus
Aloencyrtus diaphorocerus är en stekelart som först beskrevs av Masi 1917.  Aloencyrtus diaphorocerus ingår i släktet Aloencyrtus och familjen sköldlussteklar. Inga underarter finns listade i Catalogue of Life.